# Francesco Pianeta
Francesco Pianeta (* 8. Oktober 1984 in Corigliano Calabro, Italien) ist ein ehemaliger deutsch-italienischer Boxer, der für den deutschen Boxstall Petko′s LMS Promotion antrat, und heutiger Box-Trainer.

## Karriere
Pianeta wurde 1984 in Corigliano Calabro (Provinz Cosenza) geboren. Seine Familie wanderte nach Gelsenkirchen aus, als Pianeta sechs Jahre alt war; dort arbeitete sein Vater in einem Fleischgeschäft.
Zunächst betrieb Pianeta hobbymäßig Muay Thai. Während seiner Amateurkarriere boxte er beim BC Erle 49 e. V.
Am 2. Juli 2005 gab er sein Profidebüt im Boxsport. Seinen Gegner im zehnten Kampf Paulo Ferrara (mäßige Bilanz 23-10-1) besiegte er nur knapp nach Punkten. Vier Kämpfe später, die er alle gewann, trat er erneut gegen Paulo Ferrara an und gewann wieder mit einem Punktesieg.
Er gewann den Aufbautitel WBC Youth World Heavyweight Title gegen Donald Wiggins und verteidigte ihn gegen den ungeschlagenen Michael Marrone (18-0) durch TKO.
Am 30. August 2008 gewann Pianeta eine so genannte EU-Meisterschaft (nicht zu verwechseln mit der echten Europameisterschaft der EBU) gegen Scott Gammer (18-2-1) in der achten Runde durch Aufgabe des Gegners. Am 21. Dezember 2008 verteidigte der von Ulli Wegner trainierte Schwergewichtler gegen den ungeschlagenen französischen Herausforderer Johann Duhaupas (17-0) seinen Titel einstimmig nach Punkten (117:111, 116:112 und 115:113). Dabei stand er zum ersten Mal in seiner Laufbahn als Berufsboxer über die komplette Distanz von zwölf Runden im Ring.
Am 4. April 2009 fand eine Titelverteidigung des EU-Schwergewichtsmeisters Francesco Pianeta gegen den Ex-WM-Herausforderer Albert Sosnowski (45 Kämpfe/42 Siege) aus Polen statt, seinen ersten Gegner der zumindest erweiterten Weltklasse. Die Punktrichter werteten ihn unentschieden mit 113:115, 116:114 und 114:114. Da Pianeta der Titelverteidiger war, durfte er seinen Gürtel behalten.

## Krankheit und neuer Boxstall
Ende 2009 wurde bei Pianeta eine Krebserkrankung  festgestellt, die ihn vorübergehend dazu zwang, das Boxen aufzugeben. Ein Jahr später gab er sein Comeback.
Im September 2011 gab er seinen Wechsel zum SES-Boxstall von Ulf Steinforth bekannt und verließ Sauerland Events. Sein neuer Trainer ist seit dem Wechsel Dirk Dzemski. Bereits einen Monat später gab Pianeta in Brandenburg an der Havel bei einer SES-Veranstaltung sein Debüt gegen Robert Hawkins.
Am 4. Mai 2013 forderte Pianeta in der Mannheimer SAP-Arena Weltmeister Wladimir Klitschko heraus. In diesem WM-Titelkampf unterlag Pianeta in der sechsten Runde durch K. o. Wladimir Klitschko würdigte ihn anschließend als den Gegner „der mit den stärksten Schlägen geschlagen hat, die ich je erlebt habe“ und prognostizierte: „Francesco wird eines Tages Weltmeister“.
Am 30. Mai 2014 gewann Francesco Pianeta den WBO-Europameistertitel im Schwergewicht durch K. o. in der ersten Runde gegen den Franzosen Michael Vieira. Am 6. Dezember desselben Jahres verteidigte er diesen Titel gegen den Kroaten Ivica Bacurin über 12 Runden einstimmig nach Punkten. Am 11. Juli 2015 hatte Pianeta die Chance Schwergewichtsweltmeister zu werden: Er verlor jedoch gegen den 36-jährigen Usbeken Ruslan Chagayev durch K. o. in der ersten Runde im Kampf um den regulären Titel der WBA (damaliger WBA-Superchampion  war Wladimir Klitschko).
Nach dem Kampf gegen Chagaev wechselte Pianeta zu Petko′s LMS Promotion, dem Boxstall von Alexander Petkovic in Dachau. Seinen wichtigsten Kampf seither verlor er im August 2018 gegen Tyson Fury. Am 6. Februar 2019 gab Francesco Pianeta sein Karriereende bekannt.
Am 10. August 2020 bekundete Pianeta, der mittlerweile die Trainer-Lizenz erwarb, seine Absicht, ein Oldschool-Box-Gym in Lippstadt aufzubauen.